# Família de Juno
La família Juno és la família d'asteroides que estan en el veïnatge de Juno.

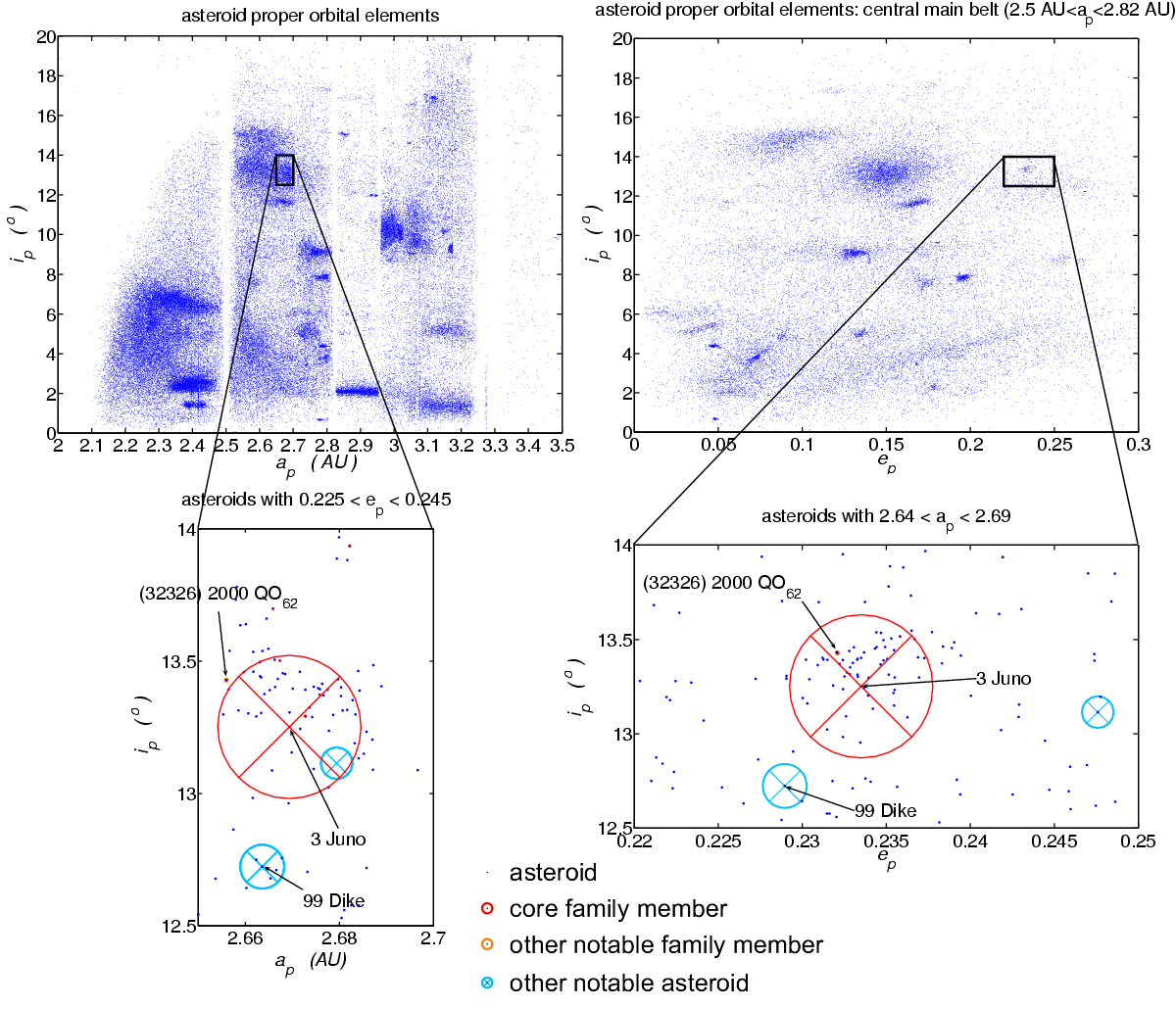
Ubicació i estructura de la família Juno.

Juno és un gran asteroide amb un diàmetre mitjà d'uns 235 km, però els cossos restants de la família són tots petits. L'asteroide (32326) 2000 QO62, el més brillant d'ells, clarament visible en el grup, tindria un diàmetre d'uns 6 quilòmetres tenint el mateix albedo de Juno. Això indica que probablement aquesta família està composta de les expulsions per impactes en el cos principal de Juno.
L'anàlisi HCM fet per Zappalà el 1995 va determinar alguns membres semblants al nucli, els mateixos elements diferien en rangs aproximats.
|     | ap      | ep    | ip    |
| --- | ------- | ----- | ----- |
| mín | 2.64 ua | 0.226 | 13.3° |
| màx | 2.68 ua | 0.240 | 13.9° |

En l'època present, el rang d'observació orbital dels membres principals és:
|     | a       | e     | i     |
| --- | ------- | ----- | ----- |
| mín | 2.64 ua | 0.238 | 11.8° |
| màx | 2.68 ua | 0.274 | 14.6° |